# میتسویی نالج
میتسویی نالج (انگلیسی: Mitsui Knowledge) شرکت فناوری اطلاعات ژاپنی است، که در سال ۱۹۹۱ تأسیس شد.